# Episodi di Body of Proof (seconda stagione)
La seconda stagione della serie televisiva Body of Proof, composta da 20 episodi, è stata trasmessa negli Stati Uniti d'America da ABC dal 20 settembre 2011 al 10 aprile 2012. Questa stagione comprende anche quattro episodi trasmessi in prima mondiale in Italia assieme alla prima stagione, ma rimasti inediti fino ad allora negli Stati Uniti. Inizialmente composta da 17 episodi, il 18 novembre 2011 la stagione è stata portata a 20 episodi.
In lingua italiana, eccetto i quattro episodi sopracitati, i primi nove episodi inediti sono stati trasmessi in prima visione satellitare in Italia da Fox Life dal 6 dicembre 2011 al 7 febbraio 2012; i restanti sette episodi vanno in onda dal 13 giugno al 27 giugno 2012.
Nella Svizzera italiana la stagione è stata trasmessa su RSI LA1 dal 21 marzo al 30 maggio 2012 seguendo lo stesso ordine di Fox Life; dal 9 maggio 2012 l'emittente svizzera ha trasmesso gli ultimi sette episodi della stagione in prima assoluta in italiano.
Su Rai 2, in prima visione in chiaro, è stata trasmessa dall'8 settembre 2012 al 2 febbraio 2013.
| nº | Titolo originale       | Titolo italiano               | Prima TV USA      | Prima TV in italiano |
| -- | ---------------------- | ----------------------------- | ----------------- | -------------------- |
| 1  | Love Thy Neighbor      | Una lacrima sul viso          | 20 settembre 2011 | 6 dicembre 2011      |
| 2  | Hunting Party          | Battuta di caccia             | 27 settembre 2011 | 13 dicembre 2011     |
| 3  | Missing                | Scomparso                     | 4 ottobre 2011    | 12 aprile 2011       |
| 4  | Lazarus Man            | Come Lazzaro                  | 11 ottobre 2011   | 20 dicembre 2011     |
| 5  | Point of Origin        | Punto d'origine               | 18 ottobre 2011   | 22 marzo 2011        |
| 6  | Second Chances         | Un'altra possibilità          | 25 ottobre 2011   | 5 aprile 2011        |
| 7  | Hard Knocks            | Colpi al cuore                | 1º novembre 2011  | 19 aprile 2011       |
| 8  | Love Bites             | Un tragico scherzo            | 15 novembre 2011  | 3 gennaio 2012       |
| 9  | Gross Anatomy          | Lezioni di anatomia           | 22 novembre 2011  | 10 gennaio 2012      |
| 10 | Your Number's Up       | La lotteria                   | 6 dicembre 2011   | 17 gennaio 2012      |
| 11 | Falling For You        | Lei adorava i mughetti        | 3 gennaio 2012    | 24 gennaio 2012      |
| 12 | Shades of Blue         | Ombre di tristezza            | 10 gennaio 2012   | 31 gennaio 2012      |
| 13 | Sympathy For the Devil | Quando il crimine fa audience | 17 gennaio 2012   | 7 febbraio 2012      |
| 14 | Cold Blooded           | A sangue freddo               | 14 febbraio 2012  | 9 maggio 2012        |
| 15 | Occupational Hazards   | Incerti del mestiere          | 21 febbraio 2012  | 9 maggio 2012        |
| 16 | Home Invasion          | Padri e figli                 | 28 febbraio 2012  | 16 maggio 2012       |
| 17 | Identity               | Identità                      | 13 marzo 2012     | 16 maggio 2012       |
| 18 | Going Viral, Part 1    | L'epidemia, prima parte       | 27 marzo 2012     | 23 maggio 2012       |
| 19 | Going Viral, Part 2    | L'epidemia, seconda parte     | 3 aprile 2012     | 23 maggio 2012       |
| 20 | Mind Games             | Delitto perfetto              | 10 aprile 2012    | 30 maggio 2012       |

## Una lacrima sul viso
- Titolo originale: Love thy neighbor
- Diretto da: Christine Moore
- Scritto da: Corey Miller

### Trama
Un uomo di mezz'età viene ucciso dopo che la sua auto esce fuori controllo. Nonostante il quartiere della vittima sembri idilliaco, Megan trova che le cose non sono poi quelle che sembrano.

## Battuta di caccia
- Titolo originale: Hunting party
- Diretto da: Paul Holahan
- Scritto da: Christopher Murphey

### Trama
Kate rimuove Megan da un caso di omicidio che riguarda una battuta di caccia mentre Megan accusa apertamente un importante uomo d'affari di aver ucciso la sua giovane moglie.

## Scomparso
- Titolo originale: Missing
- Diretto da: Eric Laneuville
- Scritto da: Matthew V. Lewis

### Trama
Un bambino viene rapito al parco e la sua babysitter cercando di salvarlo viene investita e muore. Megan Hunt in collaborazione con un agente dell'FBI cerca di trovare i rapitori. Dopo la morte sospetta di uno dei rapitori, grazie ad un'intuizione la dott.ssa Hunt scopre il colpevole e salva il bambino.

## Come Lazzaro
- Titolo originale: Lazarus man
- Diretto da: Stephen Cragg
- Scritto da: Andrew Dettmann

## Punto d'origine
- Titolo originale: Point of origin
- Diretto da: Nathan Hope
- Scritto da: Bryan Oh

## Un'altra possibilità
- Titolo originale: Second chances
- Diretto da: Dwight Little
- Scritto da: Sam Humphrey

### Trama
Megan e gli altri indagano sull'omicidio di una giovane ragazza il cui corpo viene ritrovato in un obitorio della scuola di medicina, al posto di quello originario di un uomo di ottant'anni che aveva donato il suo corpo alla scienza.

## Colpi al cuore
- Titolo originale: Hard knocks
- Diretto da: Christine Moore
- Scritto da: Sunil Nayar

## Un tragico scherzo
- Titolo originale: Love Bites
- Diretto da: Christine Moore
- Scritto da: Sam Humphery

## Lezioni di anatomia
- Titolo originale: Gross Anatomy
- Diretto da: Eric Laneuville
- Scritto da: Diane Ademu-John

## La lotteria
- Titolo originale: Your Number's Up
- Diretto da: John Putch
- Scritto da: Matthew V. Lewis

## Lei adorava i mughetti
- Titolo originale: Falling For You
- Diretto da: Christine Moore
- Scritto da: Matthew Gross

## Ombre di tristezza
- Titolo originale: Shades of Blue
- Diretto da: Kenneth Fink
- Scritto da: Lawrence Kaplow

## Quando il crimine fa audience
- Titolo originale: Sympathy for the Devil
- Diretto da: Christine Moore
- Scritto da: Sunil Nayar

## A sangue freddo
- Titolo originale: Cold Blooded
- Diretto da: Nelson McCormick
- Scritto da: Allen MacDonald

## Incerti del mestiere
- Titolo originale: Occupational Hazards
- Diretto da: Matthew Gross
- Scritto da: Corey Miller

## Padri e figli
- Titolo originale: Home Invasion
- Diretto da: John Terlesky
- Scritto da: Andrew Dettman

## Identità
- Titolo originale: Identity
- Diretto da: Michael Grossman
- Scritto da: Christopher Murphey

## L'epidemia, prima parte
- Titolo originale: Going Viral, Part 1
- Diretto da: Alex Zakrzewski
- Scritto da: Matthew V. Lewis e Lawrence Kaplow

## L'epidemia, seconda parte
- Titolo originale: Going Viral, Part 2
- Diretto da: Tom Verica
- Scritto da: Diane Ademu-John

## Delitto perfetto
- Titolo originale: Mind Games
- Diretto da: David Solomon
- Scritto da: Caren Rubenstone (soggetto); Allen Macdonald (sceneggiatura)